# Municipio de Becker (Dakota del Sur)
El municipio de Becker (en inglés: Becker Township) es un municipio ubicado en el condado de Roberts en el estado estadounidense de Dakota del Sur. En el año 2010 tenía una población de 109 habitantes y una densidad poblacional de 1,41 personas por km².

## Geografía
El municipio de Becker se encuentra ubicado en las coordenadas 45°32′10″N 96°49′50″O / 45.53611, -96.83056. Según la Oficina del Censo de los Estados Unidos, el municipio tiene una superficie total de 77.19 km², de la cual 73,76 km² corresponden a tierra firme y (4,44 %) 3,43 km² es agua.

## Demografía
Según el censo de 2010, había 109 personas residiendo en el municipio de Becker. La densidad de población era de 1,41 hab./km². De los 109 habitantes, el municipio de Becker estaba compuesto por el 100 % blancos. Del total de la población el 0 % eran hispanos o latinos de cualquier raza.